# Sepp Wudy
Sepp Wudy († im Ersten Weltkrieg), genannt Knecht vom Frischwinkel (eine Gruppe von Höfen bei Eisenstraß im böhmischen Bezirk Neuern, heute tschech. Brčálník), war ein legendärer volkstümlicher Seher. Wudy werden eine ganze Reihe von Weissagungen zugeschrieben, mit denen er in die Sagenwelt des bayerisch-böhmischen Raums einging.
Wudy soll Arbeiten auf Bauernhöfen im Böhmerwald und Bayerischen Wald geleistet haben. Mit beiläufigen, merkwürdigen Äußerungen soll er zwischen 1910 und 1914 auf Anfragen seines Bauern die Zukunft vorausgesagt haben, die dieser in seinen Kalender notiert haben soll. Diese Kalendernotizen soll der Sohn des Bauern dem Böhmerwalddichter Hans Watzlik (1879–1948) gezeigt haben, der sie abgeschrieben und 1944 dem Heimatforscher Paul Friedl (1902–1989) übergeben haben soll.
Wudy soll während des Ersten Weltkriegs als Soldat der österreichisch-ungarischen Armee in den Dolomiten ums Leben gekommen sein. Der Überlieferung nach prophezeite er auch seinen eigenen Tod in Schnee und Eis.